# Joan Armatrading
Joan Anita Barbara Armatrading est une chanteuse, compositrice et guitariste britannique, née le 9 décembre 1950 à Basseterre. Tout au long de sa carrière, elle a uniquement chanté des chansons de sa propre composition.

## Biographie
Née à Basseterre (encore colonie britannique à cette époque), Joan Armatrading et sa famille déménagèrent à Birmingham en 1958. Elle commença à écrire paroles et mélodies dès l'âge de 14 ans. Elle fut renvoyée de son premier travail car elle insista pour prendre sa guitare avec elle, et en jouer lors des pauses.
Lors du début des années 1970, Joan Armatrading vint à Londres pour jouer dans la comédie musicale Hair. Là, elle rencontra le parolier Pam Nestor, qui travailla sur son premier album : Whatever's for Us (en), sorti par Cube Records en 1972. Depuis lors, elle a sorti 20 albums jusqu'au dernier en date : This Charming Life sorti en mars 2010.
Elle a chanté la chanson du film Les Oies sauvages.
Elle fit un caméo vocal dans la chanson Don't Lose Your Head sur l'album A Kind of Magic de Queen en 1986.
En 1999, le film australien Me Myself I avec Rachel Griffiths trouve son titre à travers la participation du single éponyme de Joan Armatrading qui illustre plusieurs scènes du long-métrage.
Elle vit actuellement dans le Surrey.

## Discographie
| Année | Album                                          | UK Album Charts | AUS | AUT | GER | NOR | NZ | US  | US Blues | BPI certifications |
| ----- | ---------------------------------------------- | --------------- | --- | --- | --- | --- | -- | --- | -------- | ------------------ |
| 1972  | Whatever's for Us                              | -               | -   | -   | -   | -   | -  | -   | -        | -                  |
| 1975  | Back to the Night                              | -               | -   | -   | -   | -   | -  | -   | -        | -                  |
| 1976  | Joan Armatrading                               | 12              | -   | -   | -   | -   | 11 | 67  | -        | Gold               |
| 1977  | Show Some Emotion                              | 6               | -   | -   | -   | -   | 25 | 52  | -        | Gold               |
| 1978  | To the Limit                                   | 13              | -   | -   | -   | 13  | 21 | 125 | -        | -                  |
| 1979  | How Cruel (EP)                                 | -               | -   | -   | -   | 19  | -  | -   | -        | -                  |
| 1979  | Steppin' Out                                   | -               | -   | -   | -   | -   | 11 | -   | -        | -                  |
| 1980  | Me Myself I                                    | 5               | -   | 8   | -   | 2   | 4  | 28  | -        | Gold               |
| 1981  | Walk Under Ladders                             | 6               | -   | -   | -   | 4   | 7  | 88  | -        | Gold               |
| 1983  | The Key                                        | 10              | -   | -   | -   | -   | 3  | 32  | -        | Gold               |
| 1985  | Secret Secrets                                 | 14              | -   | -   | -   | -   | 26 | 73  | -        | Silver             |
| 1986  | Sleight of Hand                                | 34              | -   | -   | -   | -   | 42 | 70  | -        | Silver             |
| 1988  | The Shouting Stage                             | 28              | 21  | -   | -   | -   | 23 | 100 | -        | Silver             |
| 1990  | Hearts and Flowers                             | 29              | -   | -   | -   | -   | -  | 161 | -        | -                  |
| 1992  | Square the Circle                              | 34              | -   | -   | -   | -   | -  | -   | -        |                    |
| 1995  | What's Inside                                  | 48              | -   | -   | -   | -   | -  | -   | -        | -                  |
| 2003  | Lovers Speak                                   | 77              | -   | -   | -   | -   | -  | -   | -        | -                  |
| 2004  | Live All the Way from America                  | -               | -   | -   | -   | -   | -  | -   | -        | -                  |
| 2007  | Into the Blues                                 | 125             | -   | -   | 61  | -   | -  | -   | 1        | -                  |
| 2010  | This Charming Life                             | 135             | -   | -   | 79  | -   | -  | -   | -        | -                  |
| 2011  | Live at Royal Albert Hall                      | -               | -   | -   | -   | -   | -  | -   | -        | -                  |
| 2012  | Starlight                                      | 139             | -   | -   | -   | -   | -  | -   | -        | -                  |
| 2021  | Consequences                                   | -               | -   | -   | -   | -   | -  | -   | -        | -                  |
| 2024  | How Did This Happen and What Does It Now Mean? | -               | -   | -   | -   | -   | -  | -   | -        | -                  |